# 福泰製藥
福泰制药公司（Vertex Pharmaceuticals, Inc.）是一家总部位于美国波士顿的制药公司。

## 历史
1989年由约书亚·博格和凯文·J·金塞拉创立。该公司主要研究和生产各类治療絕症的小分子藥物，著名产品包括治疗囊性纤维化的伊伐卡托以及抗丙肝药特拉匹韦。
2019年9月3日福泰製藥斥資9.5億美元收購生物技術公司Semma Therapeutics。